# Spitskopmotten
De spitskopmotten (Ypsolophidae) zijn een familie van vlinders in de superfamilie Yponomeutoidea.
De familie is onderverdeeld in twee onderfamilies, Ochsenheimeriinae en Ypsolophinae. Uit de eerste subfamilie zijn drie vlinders in Nederland aan te treffen en uit de tweede vijftien. In het hele Palearctisch gebied komen soorten uit deze familie van vlinders voor.

## Onderfamilies en enkele geslachten
- Ypsolophinae
  - Ypsolopha
  - Cerostoma
- Ochsenheimeriinae
  - Aridomeria
  - Ochsenheimeria
    - Ochsenheimeria glabratella (Müller-Rutz, 1914)
    - Ochsenheimeria taurella (Denis & Schiffermüller, 1775)
    - Ochsenheimeria urella (Fischer v. Röslerstamm, 1842
    - Ochsenheimeria vacculella (Fischer v. Röslerstamm, 1842)

## Afbeeldingen

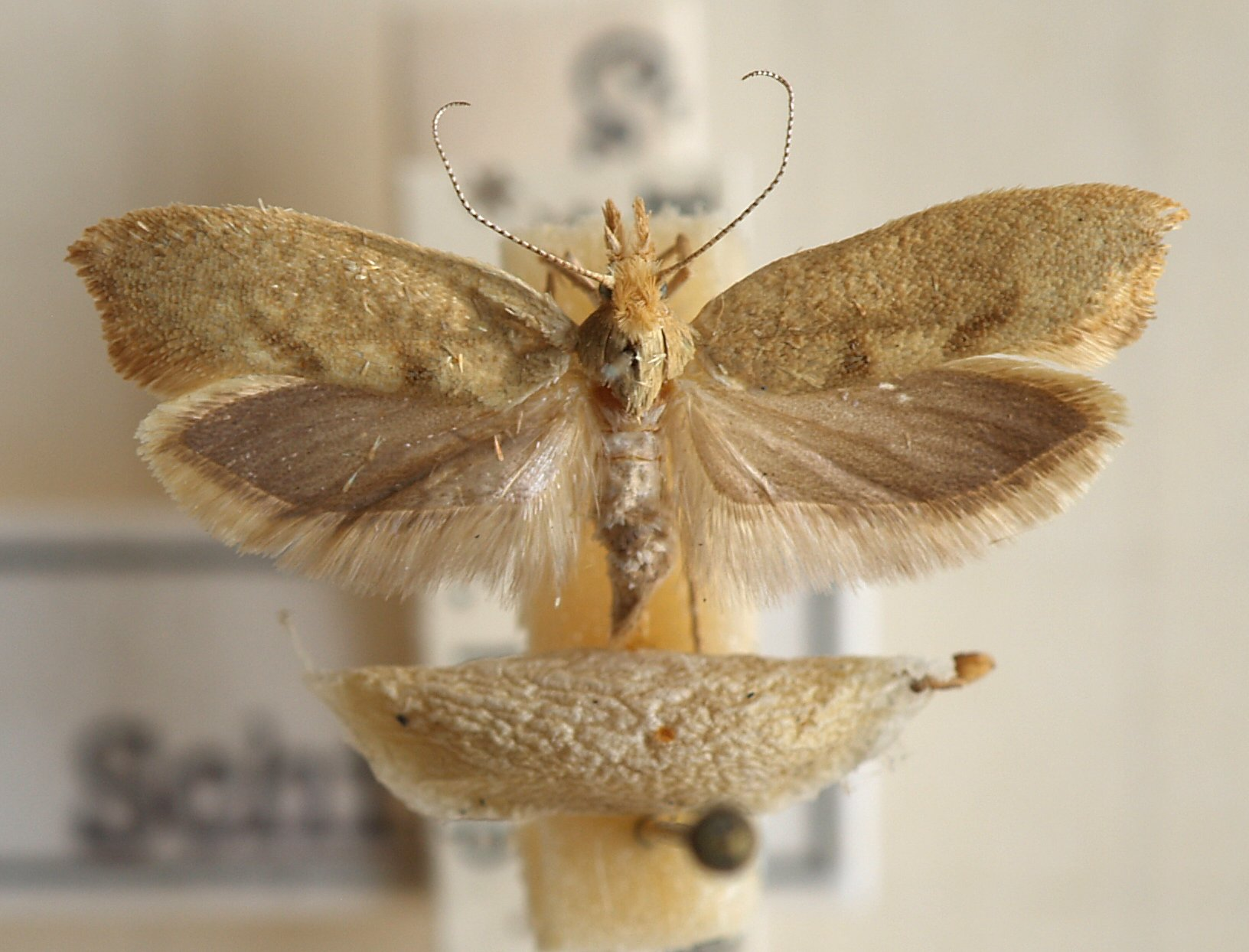
Ypsolopha alpella
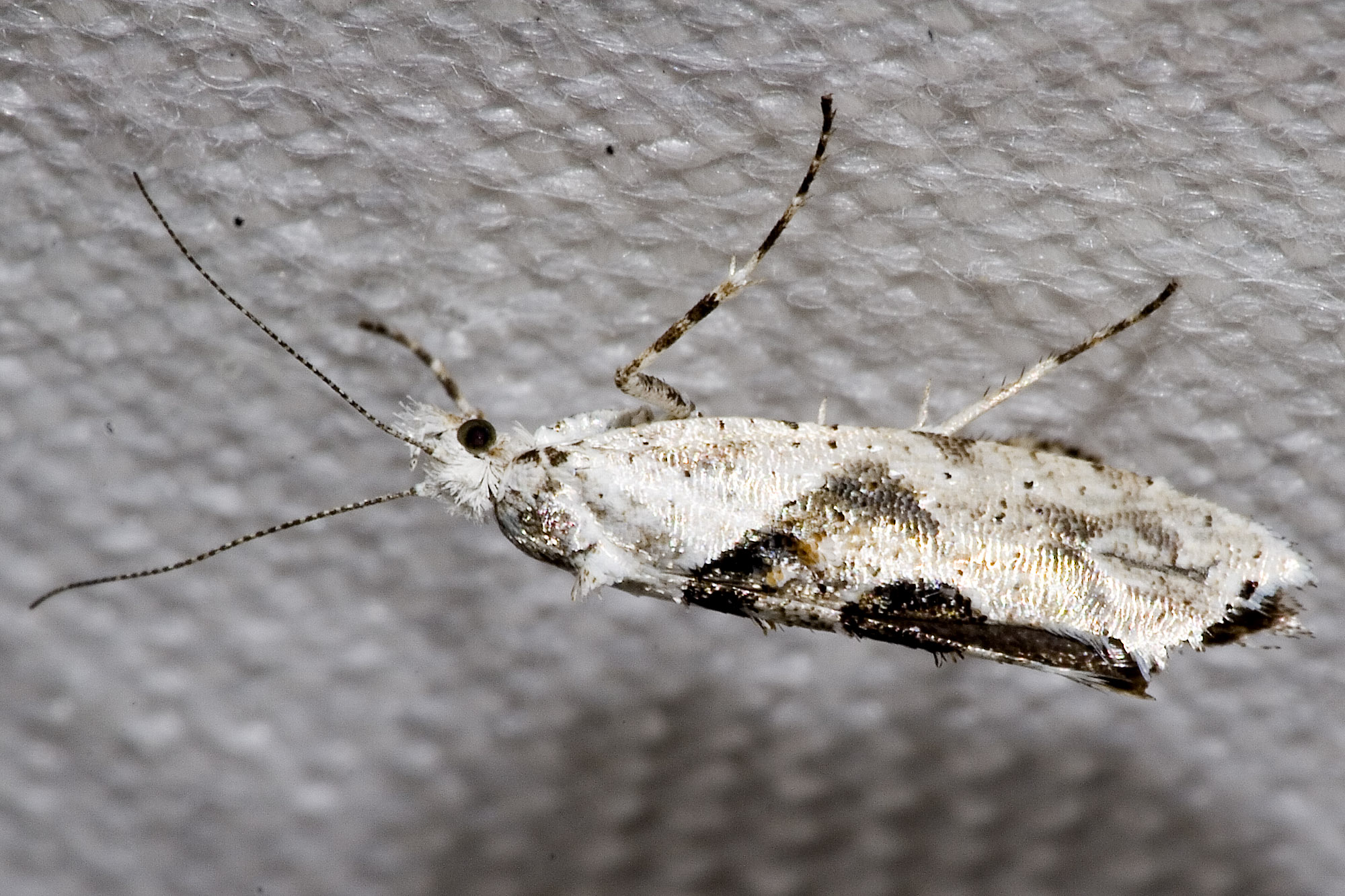
Ypsolopha asperella
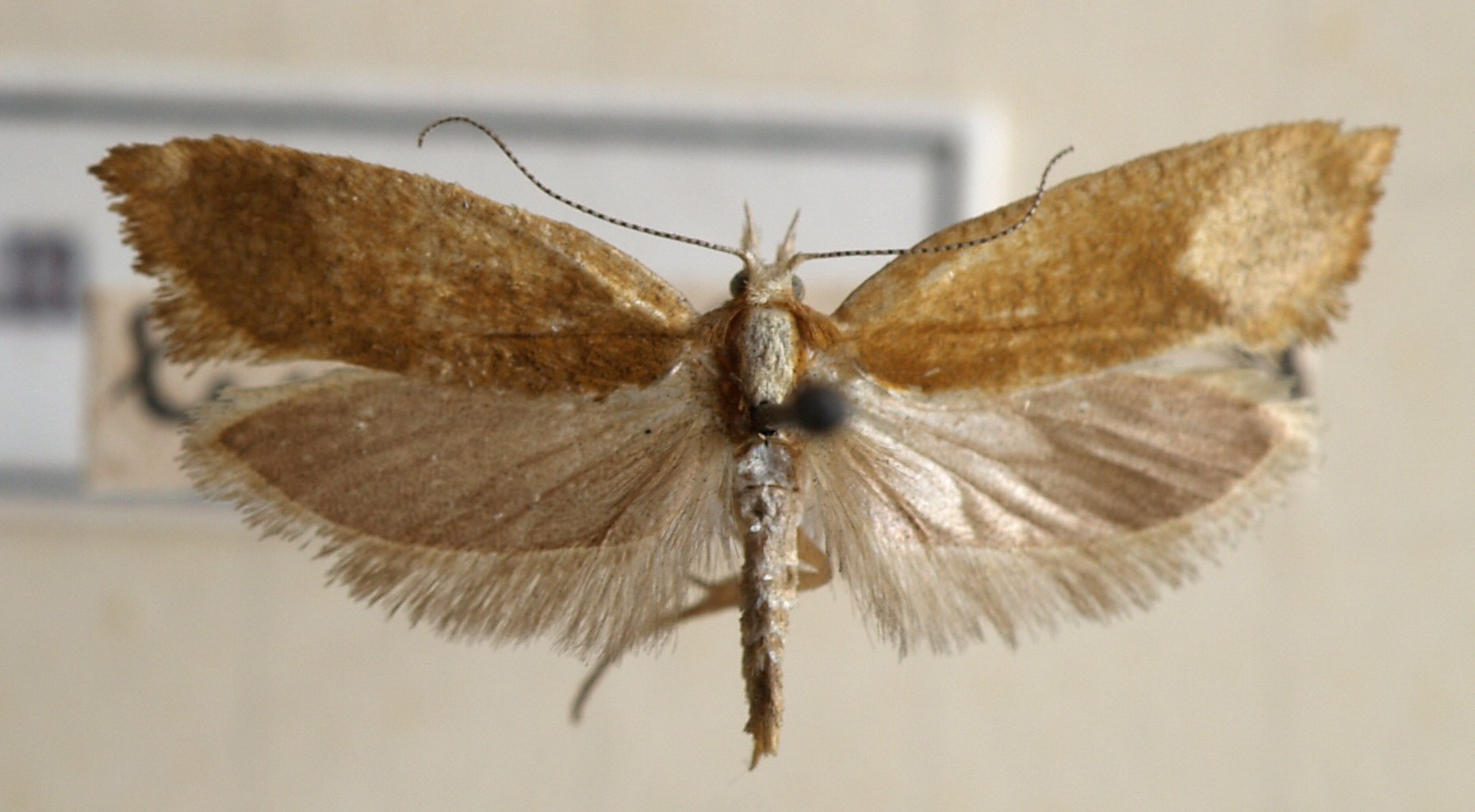
Ypsolopha lucella
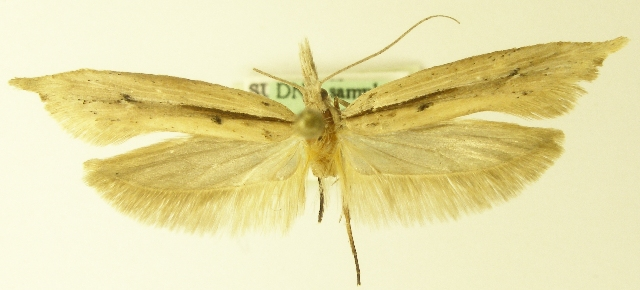
Ypsolopha mucronella
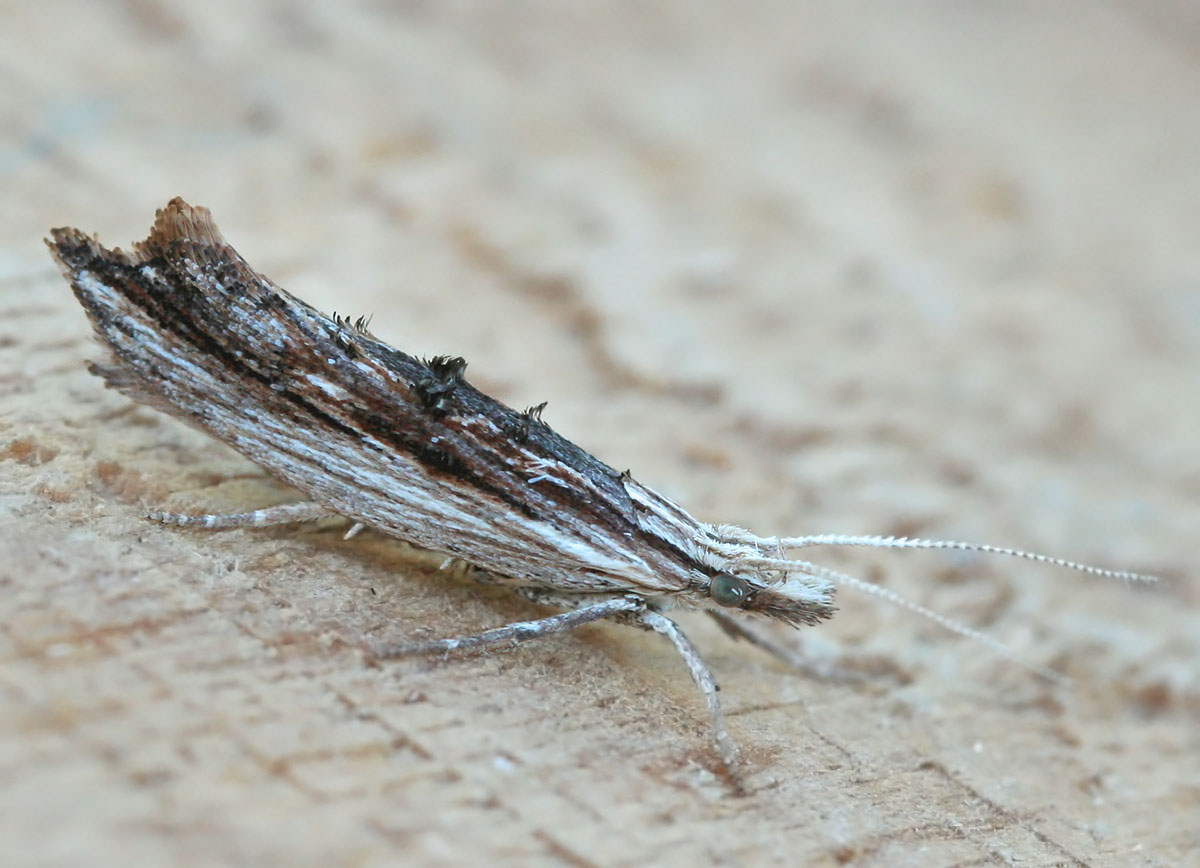
Ypsolopha scabrella
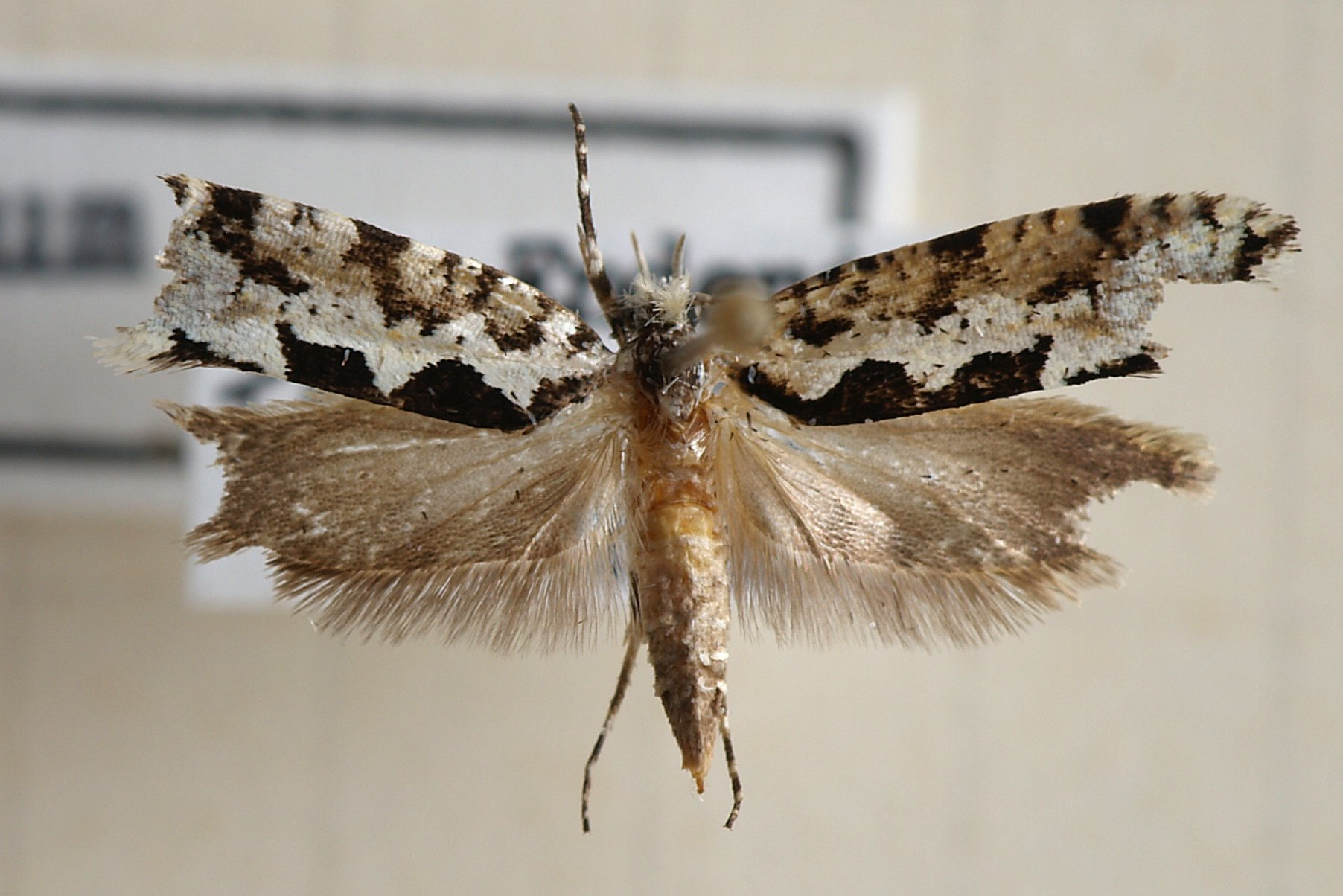
Ypsolopha sequella
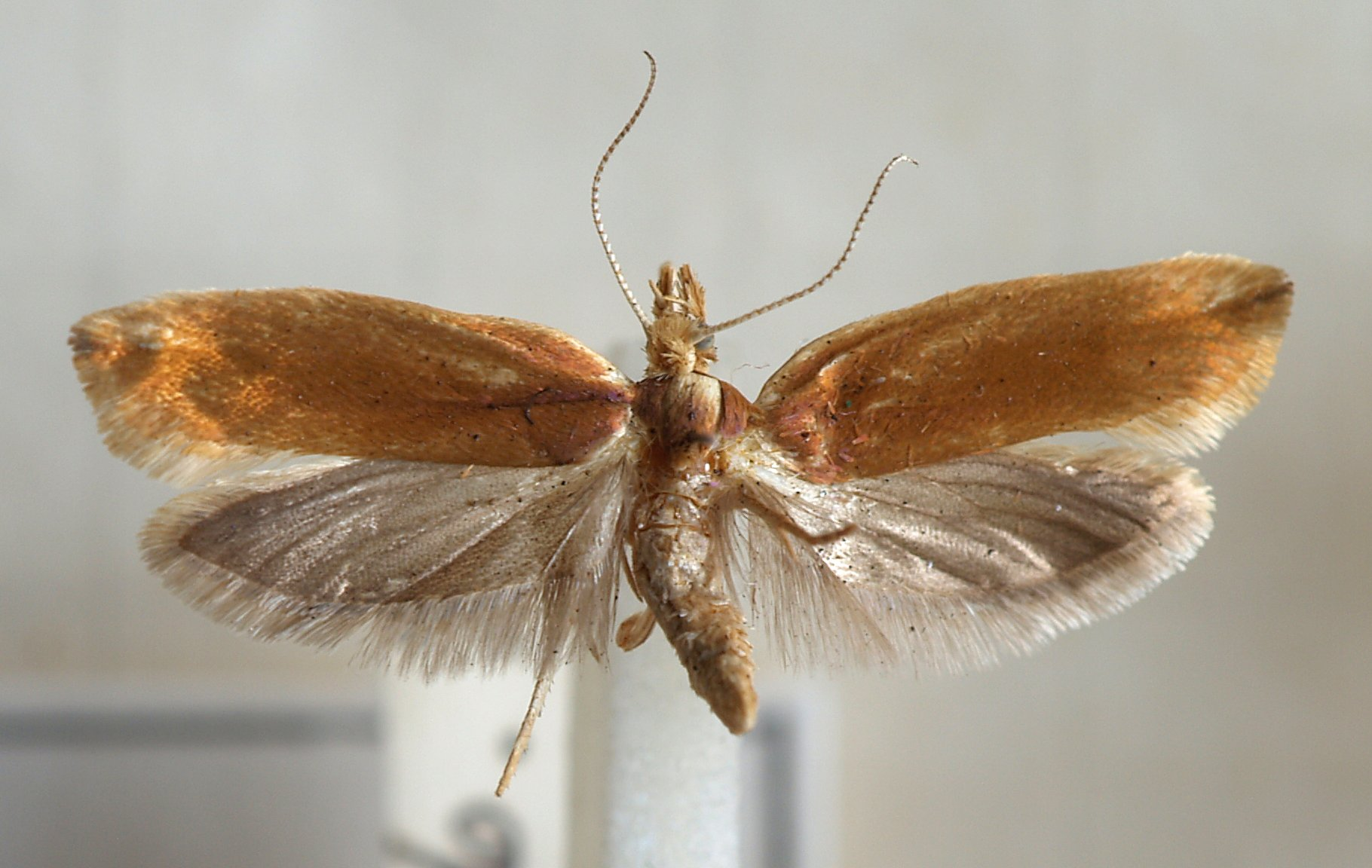
Ypsolopha ustella